# Король Ігор Іванович
| Народився  | 3 грудня 1970                                                                              |
| ---------- | ------------------------------------------------------------------------------------------ |
| Країна     | Україна                                                                                    |
| Діяльність | математик                                                                                  |
| Alma mater | Московський державний університет ім. М. В. Ломоносова; Ужгородський державний університет |
| Заклад     | Ужгородський національний університет                                                      |
| Звання     | професор                                                                                   |
| Ступінь    | доктор фізико-математичних наук                                                            |

Король Ігор Іванович

Король Ігор Іванович – український вчений в галузі математики, доктор фізико-математичних наук, професор, проректор ДВНЗ “Ужгородський національний університет”. 

## Життєпис
Ігор Іванович Король народився 3 грудня 1970 року в місті Ужгород Закарпатської області.
1987–1992 рр. – навчається в  Московському державному університеті ім. М. В. Ломоносова.
1992–1995 рр. – навчається в аспірантурі Ужгородського державного університету.
1991–1995 рр. – навчається на економічному факультеті Ужгородського державного університету.
У 1996 році захистив кандидатську дисертацію “Чисельно-аналітичні методи дослідження розв’язків двоточкових крайових задач з параметрами”.
1997–2002 рр. –  доцент кафедри диференціальних рівнянь та математичної фізики Ужгородського університету.
У 2000 році присвоєно вчене звання доцента кафедри диференціальних рівнянь і математичної фізики.
2002–2005 рр. – докторант Київського національного університету ім. Т. Шевченка. 
2005–2011 рр. – доцент кафедри диференціальних рівнянь та математичної фізики ДВНЗ “Ужгородський національний університет”.
У 2011 році захистив докторську дисертацію “Дослідження   існування і побудова розв’язків крайових задач”.
У 2011 році присуджено науковий ступінь доктора фізико-математичних наук зі спеціальності “диференціальні рівняння”.
2011–2014 рр. – професор кафедри диференціальних рівнянь та математичної фізики ДВНЗ “Ужгородський національний університет”.
Із 2014 року  – проректор з науково-педагогічної роботи ДВНЗ “Ужгородський національний університет”.

## Наукова діяльність
Коло наукових зацікавлень: дослідження систем звичайних диференціальних рівнянь, імпульсних та диференціально-алгебраїчних систем, теорії крайових задач та методів їх інтегрування, економіка та фінанси.
У доробку вченого – понад 80 публікацій, два навчальні посібники. 

## Праці
- Основи роботи на IBM PC : навч.-метод. посіб. / І. Ю. Король, П. П. Горват, І. І. Король ; Ужгор. держ. ун-т, Центр держ. та місцевого упр. – Ужгород : Вид-во УжДУ, 1997. – 84 с. https://dspace.uzhnu.edu.ua/jspui/handle/lib/42251

- Король І. Ю. Практичний курс роботи на персональному комп’ютері : навч.-метод. посіб. / І. Ю. Король, П. П. Горват, І. І. Король ; М-во освіти України, Ужгор. держ. ун-т. – Ужгород : Вид-во УжДУ, 1998. – 164 с. : іл. https://dspace.uzhnu.edu.ua/jspui/handle/lib/42363

- Король І. Ю. Практичний курс роботи на персональному комп’ютері : навч.-метод. посіб. / І. Ю. Король, П. П. Горват, І. І. Король ; Ужгор. нац. ун-т. – 2-ге вид. – Ужгород : Вид-во УжДУ, 2000. – 164 с. : іл. – Бібліогр.: с. 159 (11 назв).